# 土岐市立泉小学校
土岐市立泉小学校（ときしりつ いずみしょうがっこう）は、岐阜県土岐市泉中窯町にある公立小学校である。

## 通学区域
- 通学区域は、泉町大富、泉町定林寺、泉町河合、泉東窯町、泉中窯町、泉西窯町、泉寺田町、泉大島町、泉仲森町、泉森下町、泉島田町、泉梅ノ木町、泉北山町、泉神栄町、泉町久尻の一部、土岐津町高山字向田である。公立中学校の進学先は土岐市立泉中学校である[1]。

## 沿革
- 1873年（明治6年） - 績新義校が開校。久尻村、大富村の児童が通学する。定林寺村の児童は河合村の専精義校へ通学する。
- 1874年（明治7年） - 績新義校が久尻村岩畑に移転。
- 1877年（明治10年） - 大富村が単独で学校を設立（校名不明）。績新義校が久尻村郷へ移転。
- 1886年（明治19年） - 績新義校が久尻簡易科小学校に改称する。
- 1887年（明治20年） - 久尻簡易科小学校が久尻尋常小学校に改称する。
- 1888年（明治21年） - 久尻尋常小学校の校区が久尻村と大富村となり、大富村の学校が廃校。
- 1889年（明治22年）7月1日 - 久尻村、大富村、定林寺村が合併。町村制施行に伴い泉村が発足。同時に泉尋常小学校に改称する。
- 1900年（明治33年） - 定林寺区が河合尋常小学校校区から泉尋常小学校校区に移る。
- 1902年（明治35年） - 大富白山神社の隣接地に移転。
- 1911年（明治44年） - 現在地に新築移転。
- 1912年（明治45年） - 泉尋常高等小学校に改称する。
- 1915年（大正4年）10月1日 - 泉村が町制施行し、泉町となる。同時に泉町立泉尋常高等小学校に改称する。
- 1941年（昭和16年）4月1日 - 土岐郡泉国民学校に改称する。
- 1947年（昭和22年）4月1日 - 土岐郡泉町立泉小学校に改称する。
- 1954年（昭和29年）4月1日 - 明世村の戸狩、山野内、月吉が瑞浪土岐町・稲津村・釜戸村・大湫村・日吉村・恵那郡陶町と合併し、瑞浪市が発足。明世村の残部（河合）が泉町に編入され、河合地区は明世小学校から泉小学校に移る。
- 1955年（昭和30年）2月1日 - 泉町、鶴里村、駄知町、下石町、妻木町、土岐津町、肥田村、曽木村と合併し土岐市となる。同時に土岐市立泉小学校に改称する。
- 1969年（昭和44年） - 新校舎（鉄筋コンクリート造）が完成。
- 1979年（昭和54年） - 体育館が完成。
- 1981年（昭和56年） - 土岐市立泉小学校、土岐市立泉西小学校の2校に分離する
- 1988年（昭和63年） - 創立100周年記念事業を行う
- 2006年（平成18年） - 新校舎完成、竣工式を行う

## 学校周辺
- 中央自動車道 - 土岐IC